# Isaura Meza Gómez-Palacio
La doctora Isaura Meza Gómez-Palacio (Ciudad de México, 1942) es una bióloga mexicana, considerada pionera en México del estudio del citoesqueleto en parásitos como las amibas, importante para combatir los padecimientos que generan en otros seres vivos.

## Biografía
Su carrera como investigadora comenzó durante su doctorado en Ciencias por la Universidad de Berkeley, con el estudio de la movilidad de los espermatozoides de los erizos de mar, debido a sus características especiales.
Su grupo de trabajo en la Universidad de Berkeley fue de los primeros en describir la organización de las estructuras que permiten que los flagelos de los espermatozoides se muevan para fertilizar al óvulo.
En México, trabajó con las amibas y fue de las primeras científicas en describir la existencia de citoesqueletos en estos microorganismos y, con ello, sentó las bases del "boom" de los estudios de biología molecular de estos parásitos.
Es coautora del libro Máquinas vivientes, en el que narra sus hallazgos en la investigación de nuevas especies animales, cuyos estudios le permitieron colocarse como una de las científicas más relevantes en México.
En noviembre de 2013 obtuvo la Medalla Omecíhuatl, que otorga el Instituto de las Mujeres de la Ciudad de México a las representantes más destacadas en materias como ciencias, deportes, cultura y medios de comunicación.
Es investigadora y profesora emérita del Centro de Investigación de Estudios Avanzados (Cinvestav) y también lidera el grupo de especialistas que identificaron el gen BIRC3, relacionado con la resistencia a tratamientos de cáncer de mama, el cual evita la destrucción de células cancerígenas y posibilita la creación de tratamientos más eficaces contra la enfermedad.

## Reconocimientos
- Medalla Omecíhuatl, del Instituto de las Mujeres de las Ciudad de México, 2013.
- Beca Guggenheim, como presidenta de la Sociedad Mexicana de Biología Celular[1]
- Premio Rosenkranz de investigación básica[1]